# Volta a Cantàbria
La Volta a Cantàbria (en castellà: Vuelta a Cantabria) és una cursa ciclista per etapes que es disputa a Cantàbria. La primera edició tingué lloc el 1925, sent-ne el vencedor Teodor Monteys. Les primers edicions es disputaren de manera discontínua el 1926, 1940 i 1942, però entre 1963 i 1983 la cursa fou anual. El 1990 es disputà la darrera edició professional, sent el vencedor Peter Hilse, i 13 anys després es va reprendre la celebració de la cursa, però de categoria amateur.

## Palmarès
| 1925                     | Teodor Monteys                | Muç Miquel               | Joan Juan                    |
| 1926                     | Marià Cañardo                 | Joan Juan                | Victorino Otero              |
| 1927-1939. No es disputà |                               |                          |                              |
| 1940                     | Fermin Trueba                 | Antonio Andrés Sancho    | Delio Rodríguez              |
| 1941. No es disputà      |                               |                          |                              |
| 1942                     | Delio Rodríguez               | Joaquim Olmos            | Antonio Andrés Sancho        |
| 1943. No es disputà      |                               |                          |                              |
| 1944                     | Martín Mancísidor             | Julián Berrendero        | Miquel Casas                 |
| 1945-1962. No es disputà |                               |                          |                              |
| 1963                     | Saturnino López               | Francisco Redondo        | Andrés Gandarias             |
| 1964                     | Gregorio San Miguel           | Guillermo Fernández      | Enrique Rodríguez            |
| 1965                     | Domingo Perurena              | José Ignacio Ascasibar   | Saturnino López              |
| 1966                     | José Albelda Tormo            | Luis Balagué             | José Ramón Gomineche         |
| 1967                     | Ramon Pagès                   | José Luis Abilleira      | Pierre Bellemans             |
| 1968                     | Francisco Galdós              | Santiago Lazcano         | Manuel Antonio García        |
| 1969                     | Santiago Lazcano              | Francisco Galdós         | Enrique Sahagún              |
| 1970                     | Andrés Oliva                  | José Casas               | Daniel Varela                |
| 1971                     | Gonzalo Aja                   | Andrés Oliva             | Joaquín Galena               |
| 1972                     | José Antonio González Linares | Francisco Galdós         | Domingo Perurena             |
| 1973                     | Jesús Manzaneque              | Luis Ocaña               | Miguel María Lasa            |
| 1974                     | Antoni Vallori                | Joaquim Pérez            | Juan Zurano                  |
| 1975                     | Andrés Gandarias              | José Casas               | Pedro Torres                 |
| 1976                     | Francisco Galdós              | Santiago Lazcano         | Pedro Torres                 |
| 1977                     | Francisco Galdós              | Enrique Cima             | Pedro Torres                 |
| 1978                     | Vicent Belda                  | Pedro Torres             | Manuel Esparza               |
| 1979                     | Salvador Jarque               | Pedro Torres             | Faustino Fernández           |
| 1980                     | Eulalio García                | Pedro Torres             | Klaus-Peter Thaler           |
| 1981                     | Manuel Esparza                | Eulalio García           | José Luis López Cerrón       |
| 1982                     | Marino Lejarreta              | Antoni Coll              | Guillermo de la Peña         |
| 1983                     | Josep Lluís Laguía            | Enrique Aja              | Bernardo Alfonsel            |
| 1984. No es disputà      |                               |                          |                              |
| 1985                     | Reimund Dietzen               | Jesús Rodríguez Magro    | Jesús Blanco Villar          |
| 1986                     | Reimund Dietzen               | Federico Etxave          | Manuel Carrera Punzón        |
| 1987                     | Jesús Blanco Villar           | Francisco Antequera      | Javier Lukin                 |
| 1988                     | Mariano Sánchez Martínez      | Josep Recio              | Dimitri Zhdanov              |
| 1990. No es disputà      |                               |                          |                              |
| 1990                     | Peter Hilse                   | Víctor Gonzalo           | Fernando Martínez de Guereñu |
| 1991-2002. No es disputà |                               |                          |                              |
| 2003                     | Pedro Luis Marichalar         | Jesus Javier Ramirez     | Javier Ruiz de Larrinaga     |
| 2004                     | Antonio López                 | Iker Leonet              | Alberto Losada               |
| 2005                     | Mikel Elgezabal               | Miguel Ángel Candil      | Manuel Jesús Jiménez         |
| 2006                     | Francisco Gutiérrez           | Óscar Pujol              | David Gutiérrez              |
| 2007. No es disputà      |                               |                          |                              |
| 2008                     | Ibon Zugasti                  | Gorka Amuriza            | David Gutiérrez              |
| 2009                     | Arkimedes Arguelyes           | Oriol Colomé             | Ibon Zugasti                 |
| 2010                     | Mauricio Muller               | Peter van Dijk           | Vicente García               |
| 2011                     | José Belda                    | Borja Abásolo            | José Manuel Gutiérrez        |
| 2012                     | Arkaitz Durán                 | Josep Betalú             | Quentin Pacher               |
| 2013                     | Antonio Pedrero               | Daniel Lopez             | David Francisco Delgado      |
| 2014                     | Imanol Estévez                | Juan Ignacio Pérez       | Jean-Luc Delpech             |
| 2015                     | Jaime Rosón                   | José Manuel Díaz Gallego | Jorge Arcas                  |
| 2016                     | Elías Tello                   | Josu Zabala              | Sergio Míguez                |
| 2017                     | Christofer Jurado             | Jason Huertas            | Cyril Barthe                 |